# Prosthechea cochleata
Prosthechea cochleata, trước đây gọi là Encyclia cochleata, Anacheilium cochleatum, và Epidendrum cochleatum và thường gọi trong tiếng Anh là Cockleshell Orchid hoặc Clamshell Orchid, là một loài lan biểu sinh gốc ghép Tân thế giới bản địa Trung Mỹ, Tây Indies, Colombia, Venezuela, và nam Florida.
Prosthechea cochleata là quốc hoa của Belize, ở đó nó được gọi là Lan Đen.

## Hình ảnh

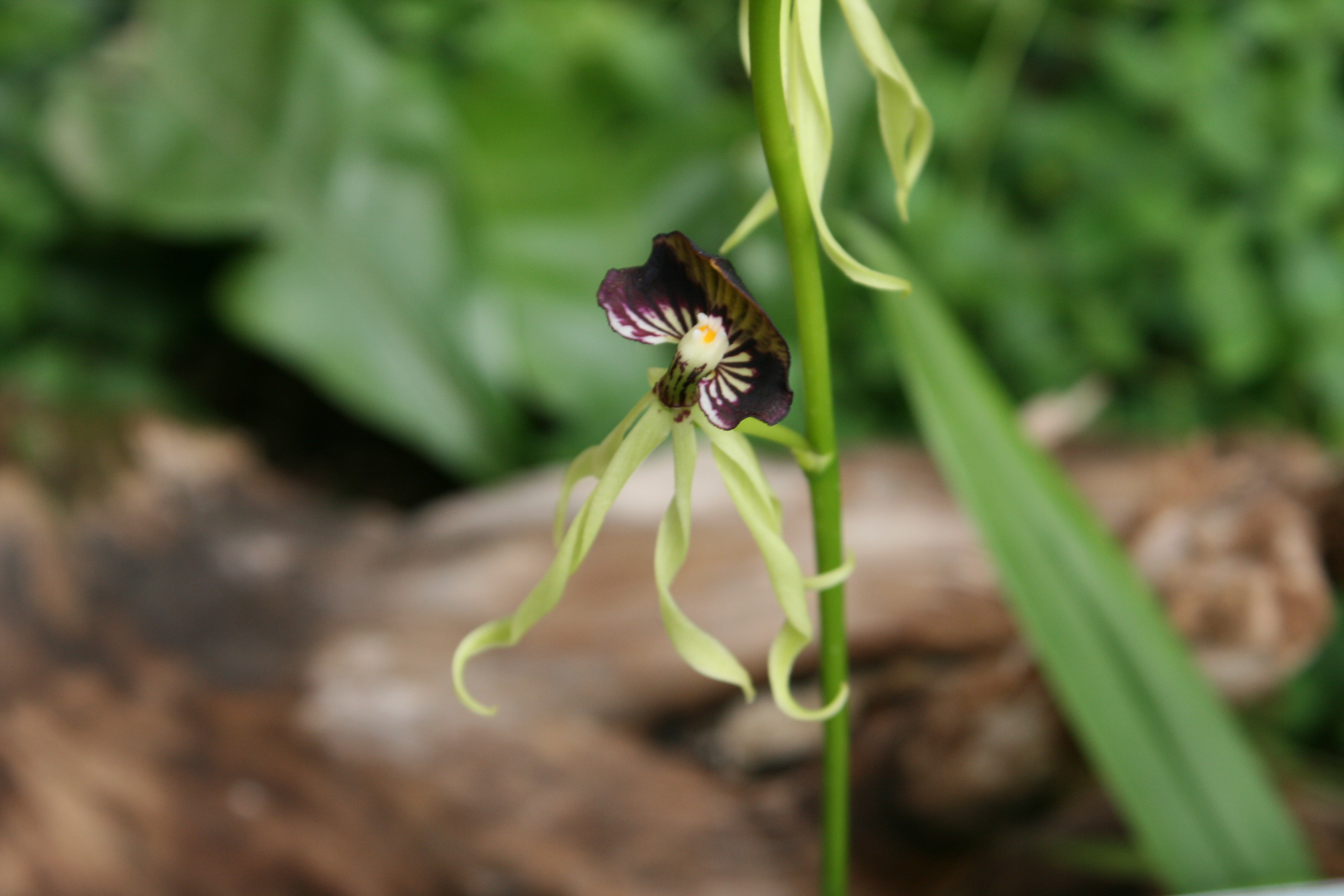
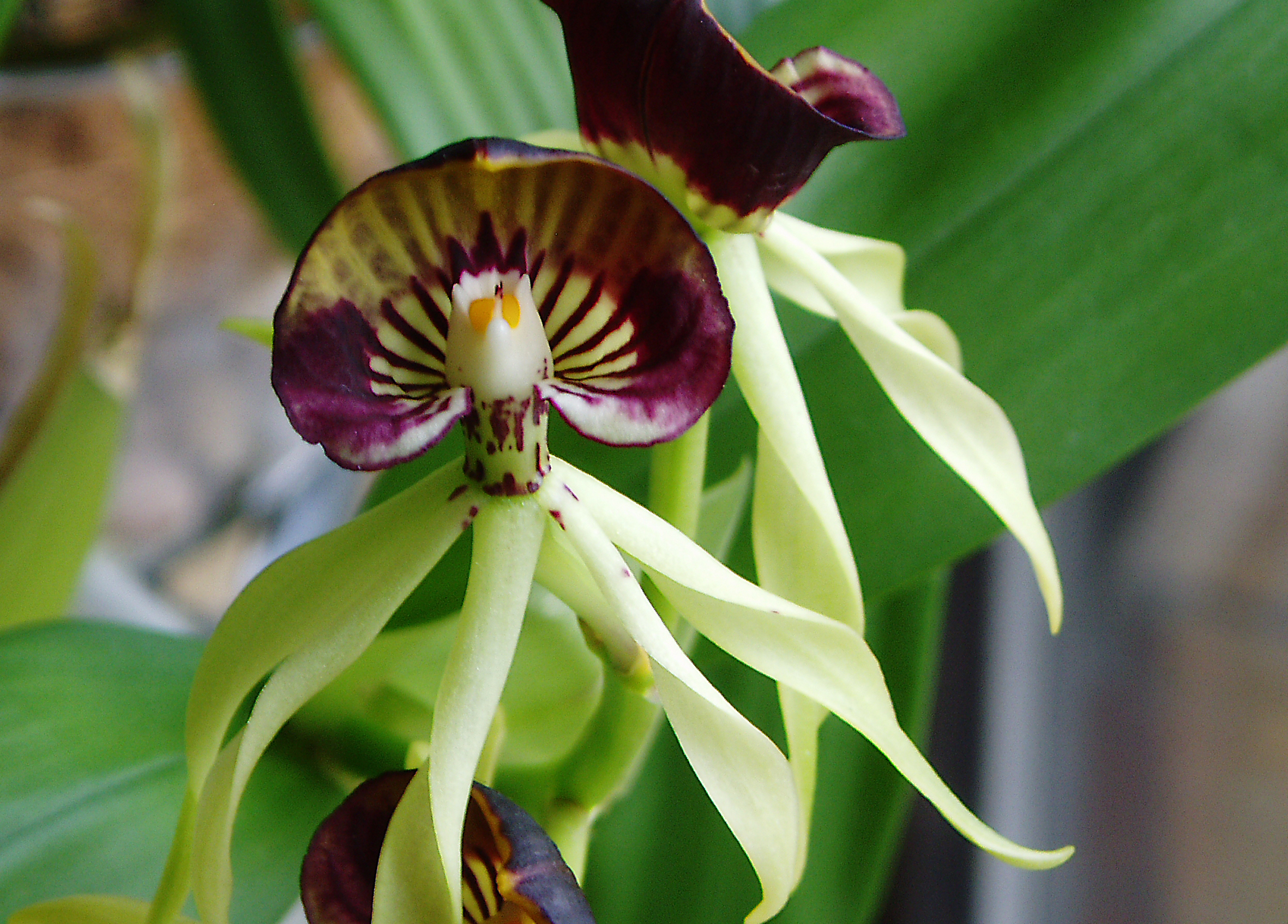
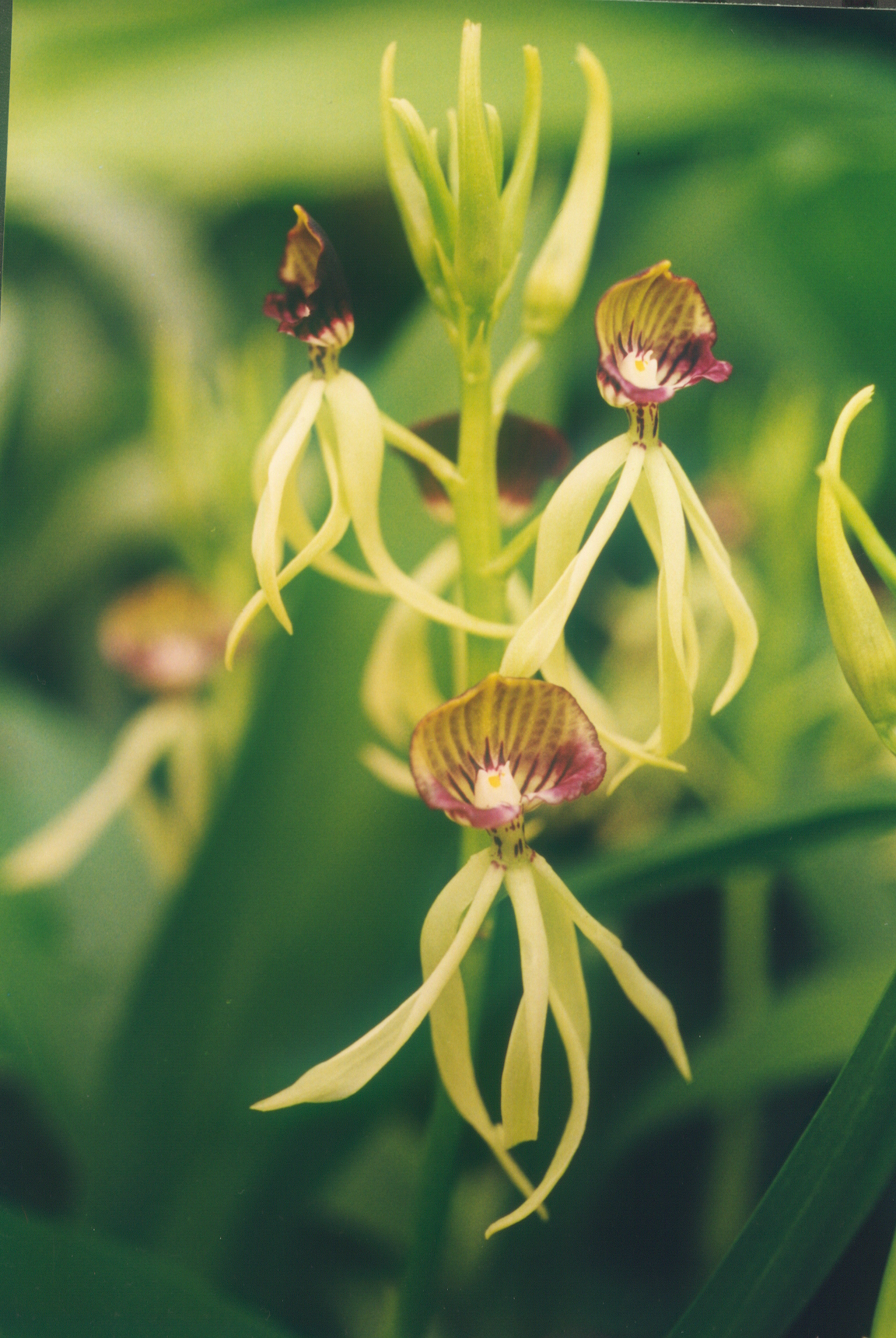
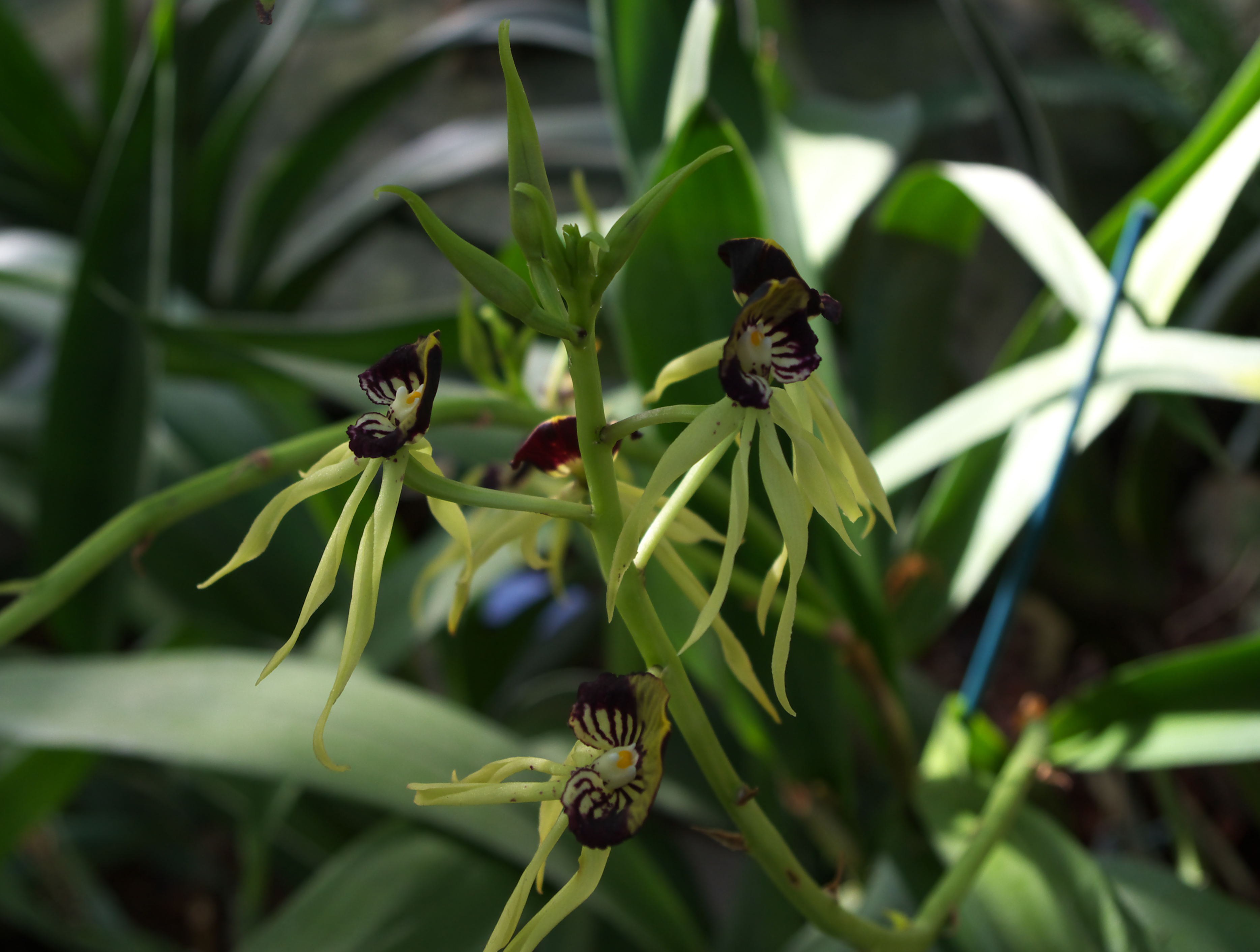